# Va je ne sais où, rapporte je ne sais quoi
Va je ne sais où, rapporte je ne sais quoi (en russe : Пойди туда – не знаю куда, принеси то – не знаю что) est un conte traditionnel russe. Il a été recensé en plusieurs versions par Alexandre Afanassiev dans ses Contes populaires russes (numéros 122a-122d dans l'édition originale, 212-215 dans l'édition de 1958, notes). On en a recensé 76 variantes russes (dont 8 figurent dans le recueil d'Afanassiev), 8 variantes ukrainiennes, 7 biélorusses. Il est associé à la rubrique AT 465 (« L'homme persécuté à cause de sa jolie femme ») de la classification Aarne-Thompson. On y rencontre notamment l'énigmatique personnage du serviteur invisible Chmat-Razoum (dont le nom varie selon les versions).

## Thème général
Un simple soldat a la bonne fortune d'épouser une belle jeune fille, qui se révèlera être une magicienne. À la vue de sa beauté, le roi (le tsar) veut se l'approprier et, sur les conseils de protagonistes jaloux ou malfaisants, impose au soldat diverses tâches surnaturelles impliquant des personnages ou des animaux de l'autre monde, persuadé qu'il n'en reviendra pas ; la plus ardue de ces tâches sera d'« aller je ne sais où, rapporter je ne sais quoi ». Grâce à sa femme et à ses pouvoirs magiques, et parfois à des auxiliaires de rencontre, le soldat accomplit les tâches exigées, et lui et son épouse finissent par triompher.

## Résumé
Le lieu de collecte n'est indiqué pour aucune des quatre variantes ci-après.

### Variante 122a / 212

#### La belle magicienne et l'éloignement de son mari

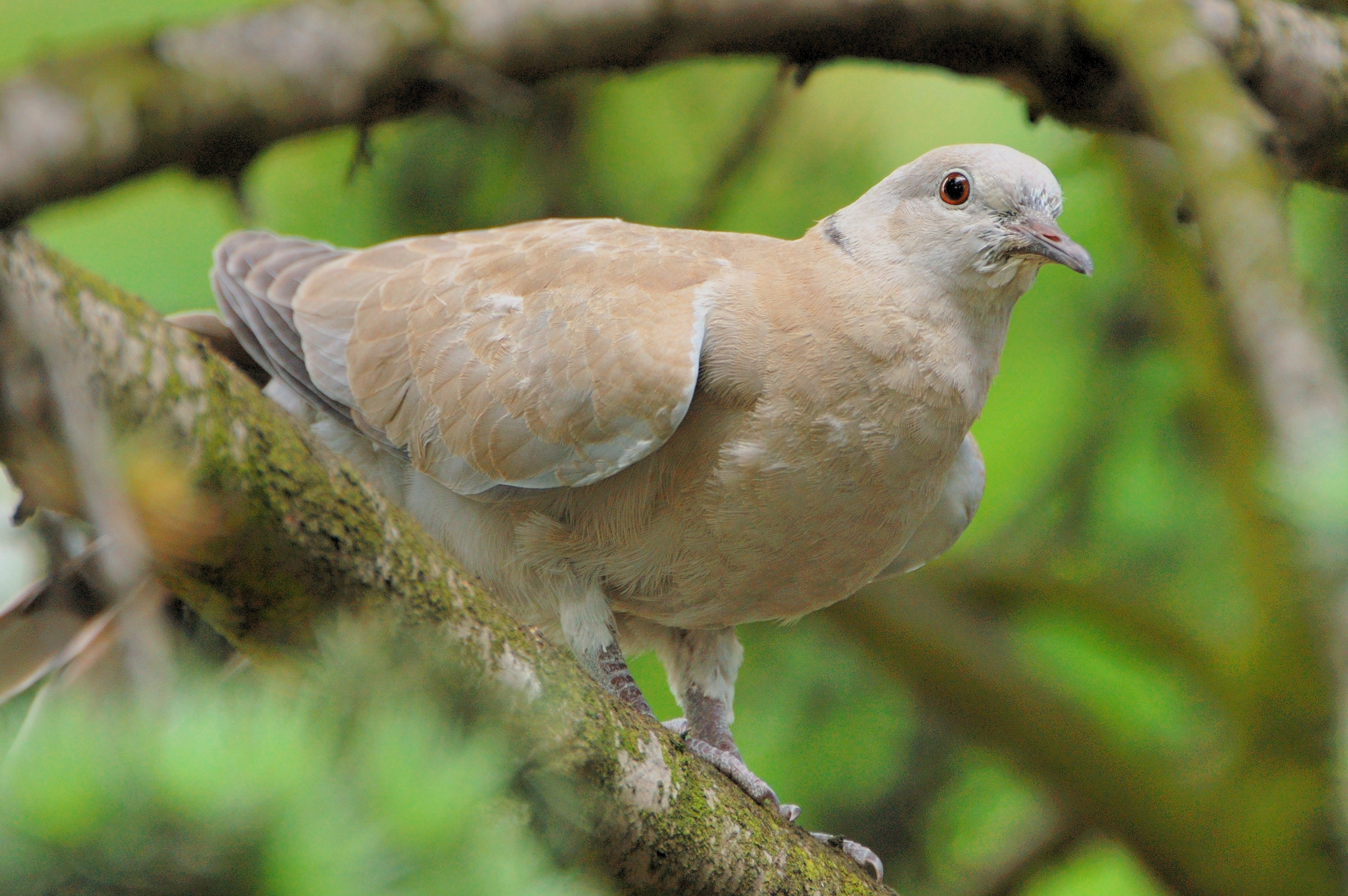
« Il avisa sur une branche une tourterelle. »
(Tourterelle turque)

En un certain royaume vit un roi célibataire. Un de ses gardes (streltsy), Fedot, blesse un jour à la chasse une tourterelle, qui le prie de l'épargner et se transforme ensuite en une magnifique jeune fille, , que le garde épouse bientôt. Elle observe que son mari s'éreinte à chasser pour le roi, et lui propose de lui fournir de meilleures rentrées d'argent, s'il parvient à emprunter un petit capital initial. Fedot rassemble la somme, et sa femme lui demande d'acheter de la soie multicolore, grâce à laquelle elle fait broder par deux auxiliaires magiques un tapis merveilleux, qui représente la totalité du royaume ; elle lui dit d'aller le vendre, en acceptant le prix qu'on lui proposera.
Des marchands se pressent autour du tapis, sans parvenir à fixer un prix. Passe un commandant du palais, qui découvre lui aussi le tapis, apprend de Fedot que c'est sa femme qui l'a réalisé, et le lui achète pour dix mille roubles. Le commandant montre le tapis au roi, qui le lui rachète immédiatement plus du double ; il retourne alors chez Fedot pour commander un autre tapis semblable, mais tombe sur sa femme, dont la beauté le subjugue. Il raconte l'histoire au roi, qui veut se rendre compte par lui-même, tombe à son tour amoureux de la magicienne, et ordonne au commandant, accablé, de le débarrasser du mari.

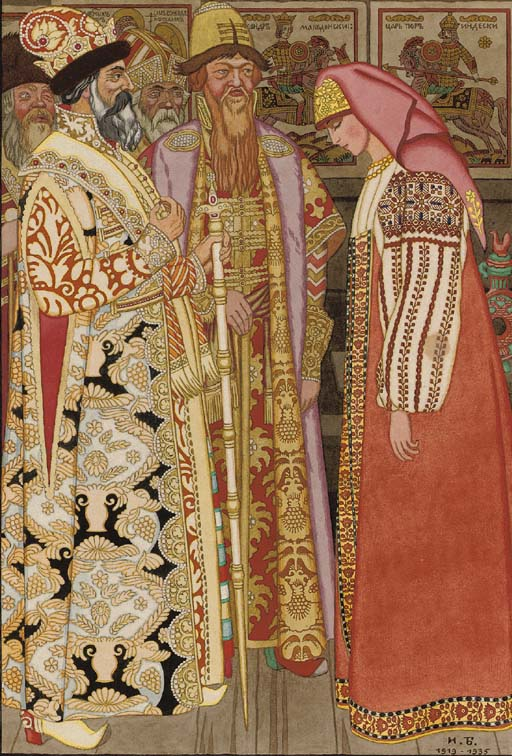
« Veux-tu être reine ? Je t'épouse ! »
(Illustration d'Ivan Bilibine)

Le commandant rencontre dans une ruelle la baba Yaga, qui lui affirme tout savoir de ses pensées et lui suggère un stratagème : que le roi ordonne à Fedot de ramener le cerf aux bois d'or, qui vit sur une île à trois ans de voyage de là, tout en lui fournissant un vaisseau pourri et un équipage d'ivrognes, afin qu'il fasse naufrage en route. Le roi suit le conseil ; Fedot rentre chez lui l'âme en peine et raconte son malheur à sa femme. Celle-ci lui dit de ne pas s'inquiéter et d'aller dormir, la nuit portant conseil. Elle fait surgir de son livre magique les deux gaillards, auxquels elle ordonne de ramener le cerf en question : au matin, celui-ci se trouve dans la cour. La magicienne dit à son mari de l'embarquer dans une caisse sur le bateau, de naviguer cinq jours vers le large, puis de faire demi-tour et de rentrer. Le raffiot prend la mer, Fedot saoule l'équipage et pilote lui-même dix jours durant, aller et retour. Lorsqu'il rentre, le roi, furieux, lui réclame des explications, mais Fedot lui montre le cerf magique et l'assure que dix jours lui ont suffi pour mener à bien l'expédition.
Le roi se retourne vers le commandant et exige de lui à nouveau qu'il le débarrasse de Fedot. Sur le conseil de la baba Yaga, qui reconnaît que la femme de celui-ci est plus rusée qu'elle ne le pensait, il propose au roi d'envoyer Fedot « je ne sais où, rapporter je ne sais quoi ». Le roi suit le conseil, et Fedot, abattu, raconte son malheur à sa femme. Pendant la nuit, elle convoque ses deux auxiliaires, et leur demande s'ils savent « comment aller je ne sais où et rechercher je ne sais quoi », mais ceux-ci avouent leur ignorance. Elle laisse alors partir son mari pour un voyage qui doit durer dix-huit ans, mais non sans lui donner une serviette brodée et une boule qui lui montrera le chemin. Chargé en outre d'une somme en or que le roi lui a accordée, Fedot se met en route à la suite de la boule.
Au bout d'un mois, persuadé que le garde est perdu, le roi fait convoquer la magicienne au palais et lui annonce qu'il veut l'épouser : mais celle-ci éclate d'un rire moqueur, frappe le sol, se transforme en tourterelle et s'envole par la fenêtre.

#### La quête du garde Fedot et sa rencontre avec Chmat-Razoum

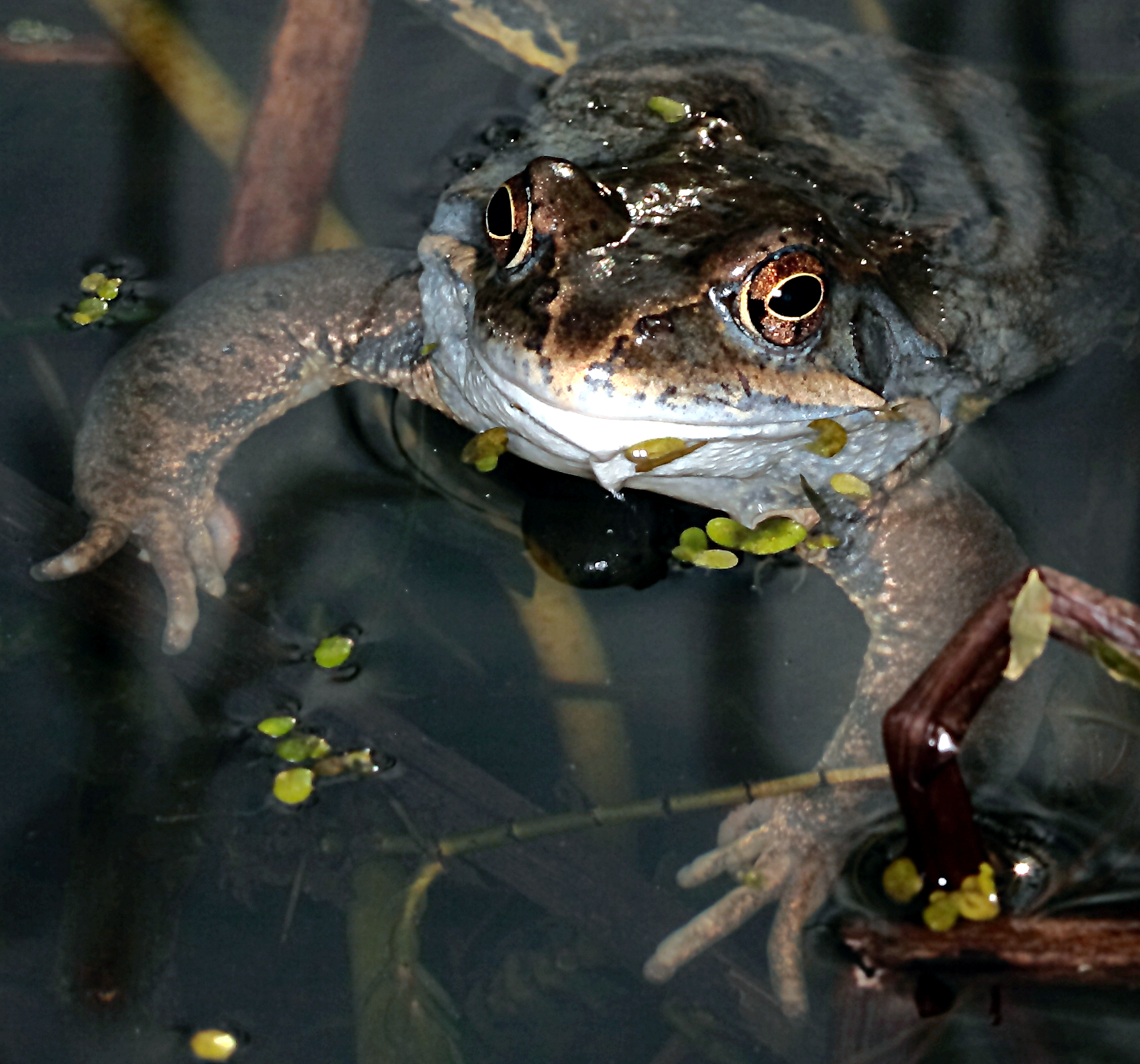
« Elle dit : coâ, coâ, je sais où se trouve une telle merveille ! »

Pendant ce temps, le garde poursuit son voyage, aidé de la boule, qui finit par le mener jusqu'à un palais somptueux. Il y trouve trois belles filles, qui lui donnent l'hospitalité, mais se récrient lorsqu'elles aperçoivent sa serviette : elles ont reconnu le travail de leur sœur. Leur mère, alertée, accourt, et reconnaît elle aussi l'œuvre de sa fille. Lorsqu'elle apprend l'objet de la quête de Fedot, elle convoque toutes les bêtes de la forêt et les oiseaux du ciel pour leur demander comment aller je ne sais où chercher je ne sais quoi, mais aucun ne sait répondre. En ouvrant un livre magique, elle fait alors apparaître deux géants qui la transportent, avec son gendre, au milieu de « l'onde immense » ; là, elle appelle tous les poissons et les animaux marins, pour leur poser la même question. Aucun ne sait, sauf « une vieille grenouille bancale » qui répond qu'il s'agit d'un endroit au bout du monde ; elle y conduirait bien Fedot, mais elle est trop vieille pour cela. La sorcière la ramène alors chez elle, la place dans une grande boîte garnie de lait, qu'elle remet à Fedot : il portera la boîte à la main et la grenouille le guidera.
À force de cheminer ainsi, ils parviennent au bord d'une rivière de feu, au-delà de laquelle se dresse une haute montagne. La grenouille, s'étant gonflée, parvient à traverser la rivière de feu d'un bond, avec Fedot sur son dos, puis reprend sa taille initiale. Elle lui dit de pénétrer dans la montagne par une porte qui s'y découpe ; elle l'attendra à l'extérieur. Dans une grotte, il apercevra deux vieux, devra observer tout ce qu'ils font et disent, et ensuite agir comme eux.

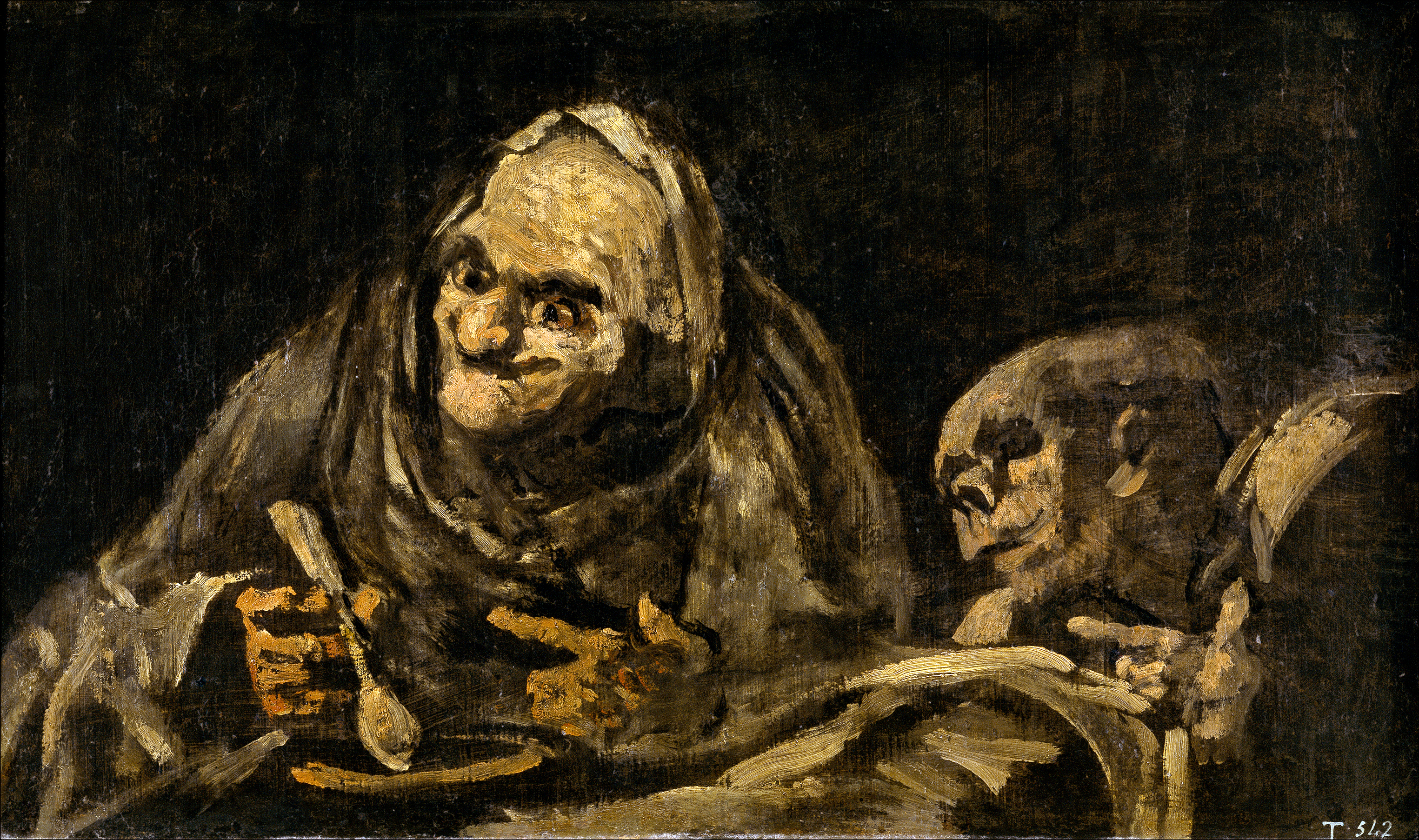
« Eh, Chmat-Razoum ! Donne-nous donc à manger ! »
(Goya, Vieux mangeant de la soupe)

Caché dans une armoire à l'intérieur de la grotte, Fedot voir arriver les deux vieux. Ils ordonnent à un personnage invisible, dénommé Chmat-Razoum, de leur apporter à manger et à boire, et la table se couvre toute seule de mets et de boissons ; puis de tout remporter, et la table se débarrasse d'elle-même. Une fois qu'ils sont partis, Fedot les imite, et invite le serviteur invisible à sa table, après quoi il lui demande s'il veut se mettre à son service. Chmat-Razoum accepte, et ils quittent la grotte ensemble, Fedot s'assurant par la parole que son compagnon le suit. Grâce à la grenouille, qui leur fait retraverser le fleuve de feu, ils retournent tous trois jusque chez la belle-mère et ses filles. Chmat-Razoum leur offre un festin qui enchante la vieille.
Fedot se remet en chemin avec son compagnon invisible. Lorsque celui-ci voit qu'il est épuisé, il l'emmène soudain à travers les airs, et le paysage se met à défiler sous eux. Pour leur permettre de se reposer, Chmat-Razoum fait émerger de la mer une île portant une tonnelle d'or. Trois navires marchands y accostent, les marchands se montrant très étonnés de découvrir cette île qu'ils n'avaient jamais croisée jusqu'ici. Fedot, grâce à son compagnon, fait surgir devant eux comme par magie une table couverte de mets et de boissons. Les marchands acceptent d'échanger son serviteur contre trois merveilles qu'ils possèdent : une boîte qui, une fois ouverte, produit un magnifique jardin qui s'étend sur l'île, une hache qui fait apparaître toute une flotte de guerre, et un cor qui fait surgir une armée. Marché conclu, et les marchands appareillent avec à leur bord Chmat-Razoum, qui les régale et les enivre, au point qu'ils tombent dans un profond sommeil. Le serviteur invisible en profite pour leur fausser compagnie et rejoindre son maître, l'emportant à nouveau à travers les airs. Lorsque les marchands se réveillent, ils découvrent qu'ils ont été bernés, et que l'île elle-même a disparu ; dépités, ils poursuivent leur voyage.

#### Retour, retrouvailles et conclusion

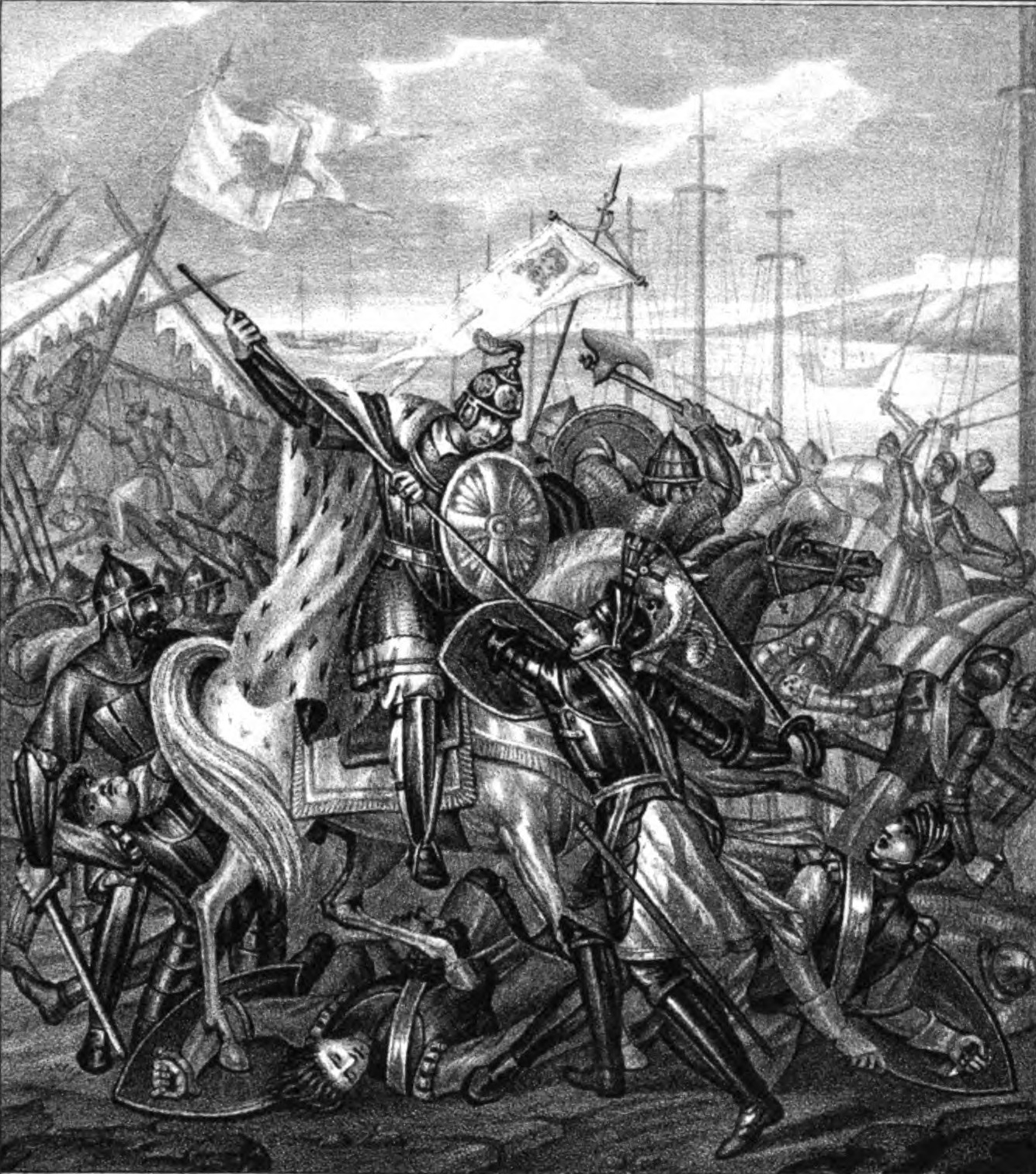
« L'infanterie bat les soldats du roi, la cavalerie l'appuie... »
(Boris Tchorikov, Alexandre Nevski combattant les Suédois)

Le garde rejoint ainsi son royaume par la voie des airs. Une fois posé auprès d'un lac, il demande à Chmat-Razoum de lui construire un palais, ce qui est fait en un clin d'œil ; puis il fait apparaître tout autour un magnifique jardin surgi de la boîte des marchands. Apparaît la tourterelle qui, frappant la terre, se retransforme en son épouse, et les voilà qui s'embrassent et se racontent leurs aventures. Le lendemain, le roi aperçoit le palais sur la rive, s'en offusque et envoie ses gens aux nouvelles : ceux-ci lui rapportent que c'est son garde qui a érigé le palais, et qu'il y vit avec sa femme, ce qui achève de mettre le roi en fureur. Il lance une armée pour détruire le palais, mais Fedot, faisant surgir une flotte puis sa propre armée grâce à la hache et au cor, met les forces du roi en déroute. Le roi lui-même se lance dans la bataille, mais il est tué. Le peuple remet le royaume entre les mains du garde, qui accède au trône avec sa femme.

### Variante 122b / 213
Un tireur d'élite du roi, parti à la chasse, aperçoit trois jeunes canes, deux d'argent et une d'or, et décide de les suivre pour tâcher de les prendre vivantes. Les canettes se posent sur le rivage et se transforment en belles jeunes filles sœurs qui vont se baigner. Le tireur dérobe les ailes d'or, qui s'avèrent être celles de la princesse Maria. Celle-ci demande à ses sœurs de s'envoler, et de dire à leur mère qu'elle est restée écouter le chant du rossignol. Elle réclame à l'entour ses ailes selon une formule consacrée, et se voit par là amenée à se fiancer avec le tireur.
Pendant la nuit, la princesse Maria convoque une armée de serviteurs de tous corps de métiers, et leur ordonne de construire un palais de pierre blanche, de lui faire une robe de mariée et un carrosse d'or tiré par des chevaux noirs. Au matin, elle conduit son fiancé à la noce ; le lendemain à son réveil, le tireur entend un cri d'oiseau, et aperçoit par la fenêtre une foule d'oiseaux. La princesse l'envoie se prosterner devant le tsar, et lui offrir en cadeau le nuage d'oiseaux qui le suivra. Le tireur obéit, et demande le pardon du tsar pour avoir construit un palais sur ses terres sans autorisation, ainsi que pour avoir épousé une jeune fille sans l'en avoir informé. Le tsar le lui accorde, et lui demande de revenir avec son épouse, pour faire sa connaissance.

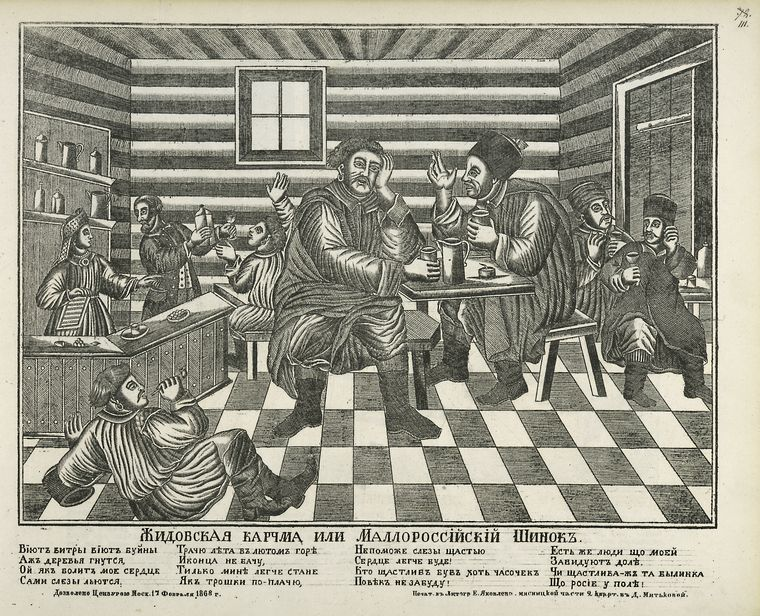
« Ils entrèrent dans la taverne, s'assirent à table et demandèrent du vin et des zakouski. »
(Loubok, 1868)

La découverte de la princesse Maria est un choc pour le roi. Il offre de l'or à ses boyards et ses officiers pour qu'ils lui ramènent une femme d'une beauté semblable. Ceux-ci, accablés par la difficulté de la tâche, vont boire au cabaret. Un ivrogne les approche et, moyennant un verre de vin, les conseille : il ne sert à rien de chercher une beauté telle que la princesse Maria la très-sage, mieux vaut ruser et faire envoyer par le tsar le tireur à la recherche de la chèvre aux cornes d'or, qui vit dans des prairies interdites, y chante des chansons et y dit des contes : pendant ce temps, le tsar pourra vivre tranquillement avec Maria. Les conseillers récompensent l'ivrogne.
Le tsar trouve le conseil judicieux, et envoie le tireur à la recherche de la chèvre fabuleuse. La femme de celui-ci lui conseille d'aller d'abord dormir ; pendant ce temps elle convoque ses serviteurs magiques et les charge de la tâche, et au matin, le tireur peut présenter la chèvre au tsar. Celui-ci, dépité, demande à ses conseillers de trouver une autre épreuve, et l'ivrogne leur suggère d'envoyer le tireur à la recherche de la jument qui gambade dans les prairies interdites, suivie de soixante-dix étalons. Cette fois encore, Maria parvient à faire ramener la jument et les étalons par ses fidèles serviteurs. Le tsar constate l'échec de ses tentatives et enjoint à nouveau à ses conseillers de lui ramener une beauté semblable à Maria la très-sage.
Au cabaret, l'ivrogne leur suggère alors de faire envoyer par le tsar le tireur « on ne sait où, à la recherche de – le diable sait quoi », ce que le tsar fait. Maria reconnaît la difficulté de la tâche, mais donne à son époux un anneau qui le guidera en roulant devant lui. L'anneau entraîne le tireur jusqu'à un palais, situé dans un endroit « où jamais personne n'a mis le pied », et où il rencontre la sœur de Maria...
(La suite du conte est similaire à la version précédente).

### Variante 122c / 214

#### Le soldat Tarabanov épouse la belle fille-cygne
Un soldat en retraite, nommé Tarabanov, s'en va errer par le vaste monde. Au bout d'une année, il parvient à un superbe palais situé dans une clairière au milieu d'une forêt profonde. Le palais ne comporte pas d'entrée, de sorte qu'il y pénètre en escaladant le balcon. Tout y est désert, mais une table y est servie ; il mange, boit, puis s'allonge pour dormir sur le poêle.
Douze cygnes blancs arrivent à tire-d'aile par la fenêtre, frappent le sol et, déposant leurs ailes, se transforment en de belles jeunes filles. L'une d'elles soupçonne que quelqu'un est venu, mais ses sœurs ne l'écoutent pas. Le soldat dérobe ses ailes, et lorsque les filles se retransforment en cygnes et s'envolent, la belle reste piégée. Il accepte de lui rendre ses ailes à condition qu'elle l'épouse, ce à quoi elle consent. Elle lui montre un coffre plein d'or et lui dit d'en emporter autant qu'il le peut, pour « monter leur ménage », puis ils s'en vont tous deux à l'aventure.
Arrivés dans une grande ville, elle lui donne cent roubles pour acheter de la soie. Le soldat en soustrait discrètement dix kopecks pour vider au passage une chopine à l'auberge, mais sa femme ne manque pas de le remarquer. Elle brode trois magnifiques tapis et l'envoie les vendre. Un marchand les achète et les offre au roi, qui se récrie devant cette splendeur et veut rencontrer la « simple femme de soldat » qui les a réalisés. À la vue de celle-ci, il décide de faire périr son mari pour se l'approprier. Un général lui suggère d'envoyer le soldat au bout du monde chercher le serviteur Saoura, qui vit « dans la poche de son maître », et le roi suit son conseil.

#### Le serviteur invisible Saoura
Tarabanov raconte sa peine à sa femme : celle-ci lui donne un anneau qui roulera et le guidera. Il parvient ainsi jusqu'à une isba, dans laquelle il se cache ; arrive un petit vieux haut comme l'ongle, à la barbe longue comme le bras, qui appelle Saoura et lui ordonne de lui servir à manger. Aussitôt surgit sur un plat un taureau cuit au four, accompagné d'un tonneau de bière. Le petit vieux dévore la viande, finit la bière et s'en va, remerciant Saoura et lui annonçant qu'il reviendra dans trois ans. Dès qu'il a disparu, Tarabanov hèle à son tour Saoura, se fait servir à manger et à boire, puis dit au serviteur invisible de se glisser dans sa poche et ils prennent ainsi le chemin du retour.

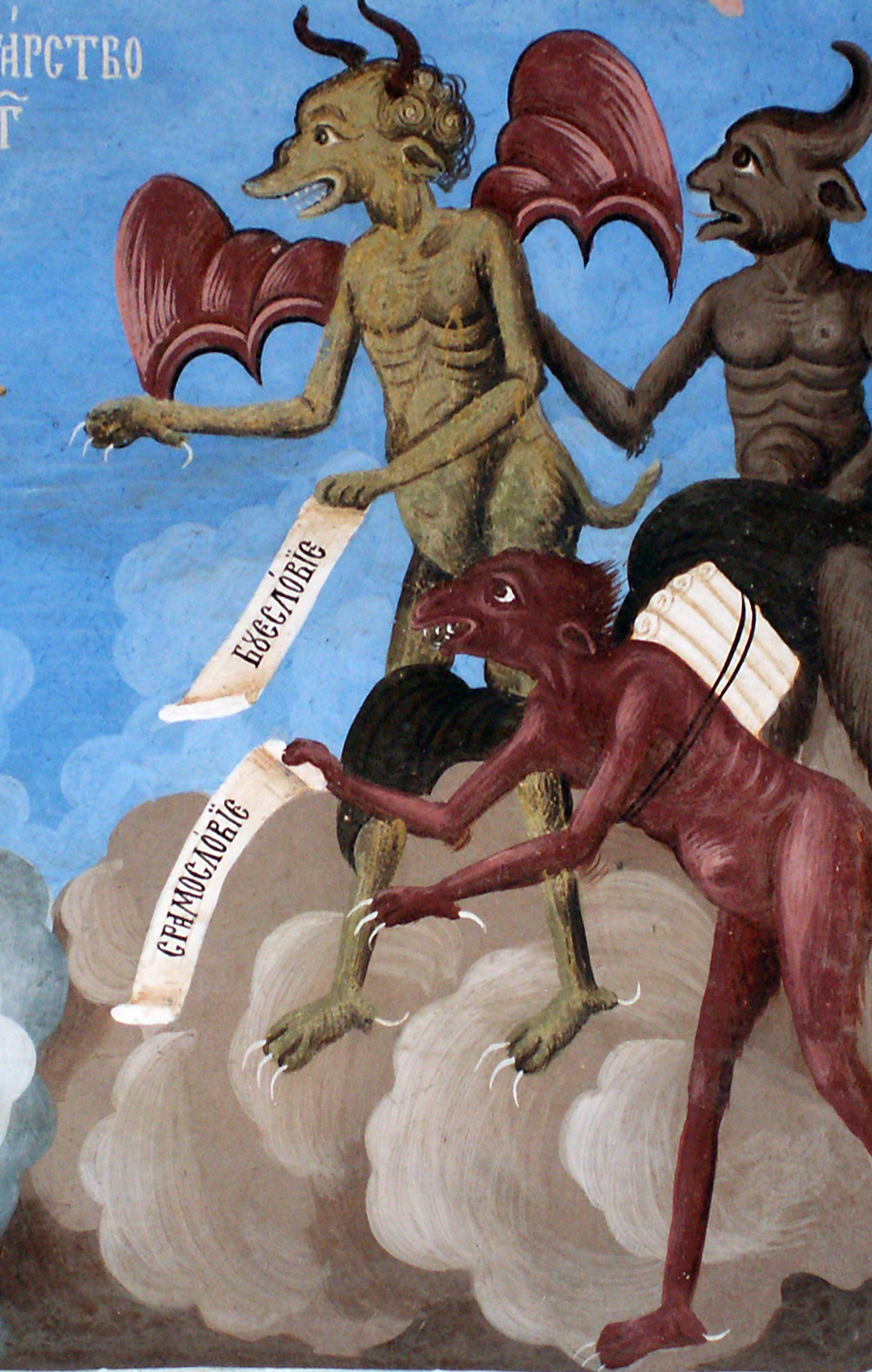
Les diables
(Monastère de Rila, en Bulgarie)

Parvenu au palais royal, le soldat laisse Saoura au roi. Celui-ci, furieux du succès du soldat, convoque le général, qui lui propose cette fois d'envoyer Tarabanov dans l'autre monde prendre des nouvelles du père du roi, décédé. Recevant cet ordre, le soldat se lamente, mais sa femme lui recommande d'abord d'aller dormir ; puis le lendemain, elle lui dit de demander au roi que le général l'accompagne dans son expédition afin de pouvoir témoigner par la suite. Celui-ci, qui n'avait pas prévu ce coup, se voit obligé de s'exécuter, et les voilà partis tous deux à pied.

#### Le père du roi et les diables
Suivant l'anneau qui roule toujours en tête, le soldat et le général parviennent jusqu'à un profond ravin, dans une sombre forêt. Là, ils aperçoivent des damnés harcelés par des diables, et parmi eux, le père du roi, attelé à un énorme chargement de bois. Tarabanov demande aux diables de le détacher un moment pour s'entretenir avec lui, et il leur confie le général pour le remplacer pendant ce temps.

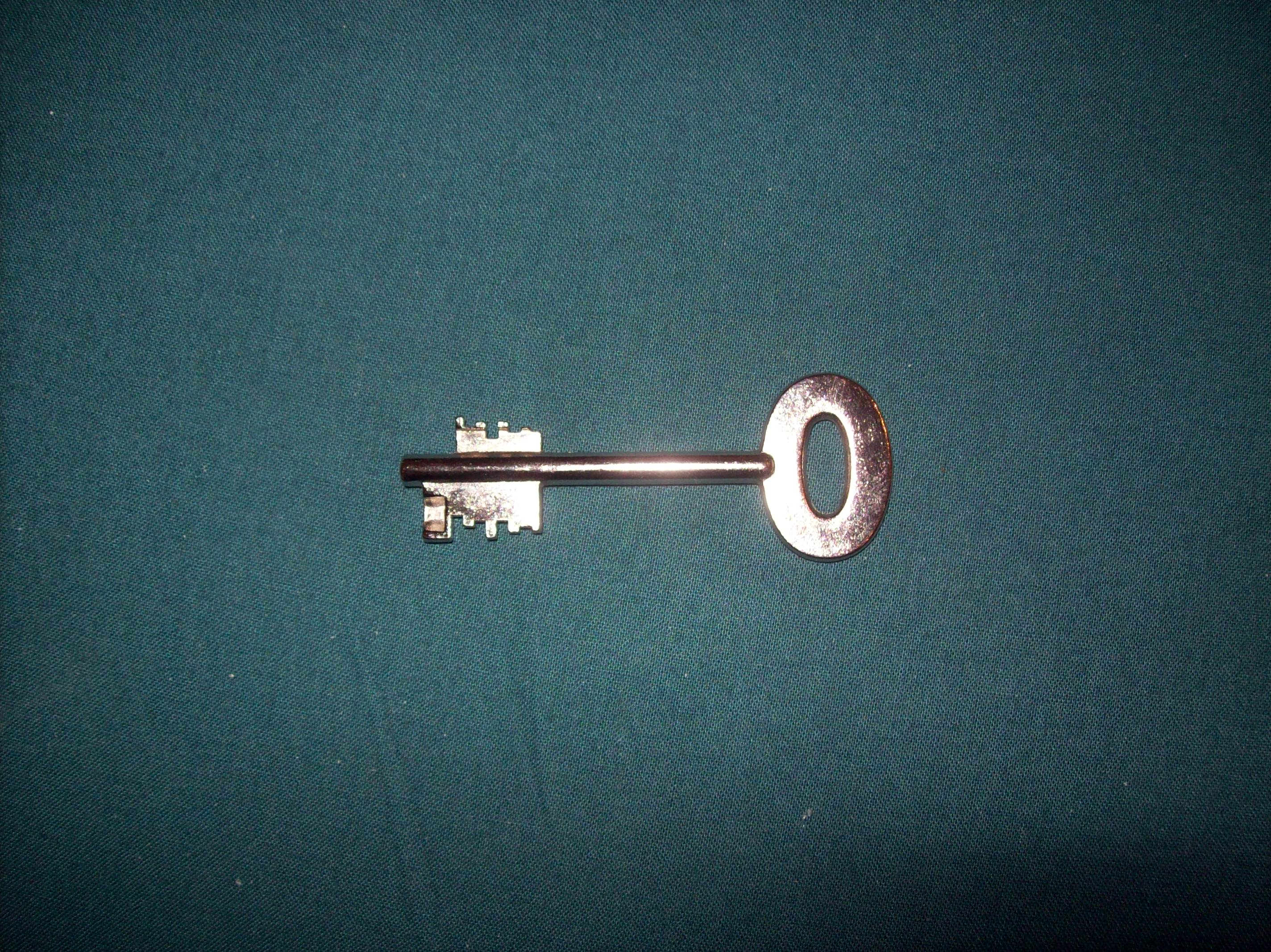
« Le soldat, lui, montra la clef. »

Le vieux roi demande au soldat de saluer son fils de sa part et de lui faire dire une messe pour le libérer de ses tourments ; il lui recommande également de n'offenser « ni le bas peuple ni les troupes, car Dieu n'aime pas cela du tout ! ». Il remet en gage au soldat une clef qui prouvera qu'ils se sont bien rencontrés dans l'autre monde. Puis il reprend la place du général, éreinté, et que Tarabanov ramène avec lui au palais du roi.
Tarabanov transmet au roi le message de son père. Le roi demande une preuve qu'ils l'ont bien rencontré : le général lui montre sur son corps les traces des coups de gourdins des diables, et le soldat lui présente la clef. Le roi reconnaît la clef d'un cabinet secret qui avait été laissée par mégarde dans la poche de son père à son enterrement, admet que Tarabanov a dit la vérité, le nomme général, et renonce à lui prendre sa femme.

### Variante 122d / 215

#### Le mariage du Malchanceux
Un riche marchand laisse en mourant sa fortune à son fils, mais les affaires de celui-ci tournent mal. Il part donc chercher du travail, mais ses différentes tentatives s'avèrent catastrophiques et il se fait à chaque fois renvoyer. Le tsar, informé, prend pitié de lui, le nomme le Démuni (ou le Malchanceux) et le marque d'un sceau au front, pour que personne ne lui cherche noise, mais lui fournisse au contraire gîte et nourriture. Le fils s'en va à l'aventure.
Arrivé dans une sombre forêt, il y rencontre une vieille qui vit dans une isba et l'oriente vers une grande maison au bord d'un lac. Il profite de la table dressée, puis se cache. Le soir arrivent trente-trois belles filles, toutes sœurs ; elles suspectent que quelqu'un est venu, mais ne s'en inquiètent pas davantage. Comme elles sont parties se coucher, le gaillard s'empare de la robe de la plus jeune, qui se retrouve à sa merci, alors que ses sœurs se sont envolées sous la forme de colombes. Le Démuni lui rend sa robe à la condition qu'elle devienne sa fiancée, et elle lui suggère de « trouver un logis » pour eux deux désormais.
Explorant un souterrain, ils tombent sur trois caves successives, pleines l'une de pièces de cuivre, la seconde de pièces d'argent, la troisième d'or et de perles. Chargés de perles et d'or, ils se mettent en route, et finissent par se retrouver dans le royaume du fils de marchand. Le tsar le reconnaît, admire sa femme, et leur propose de s'installer dans le royaume.

#### Vers la ville de Rien pour y chercher Personne
Au bout d'un certain temps, un général courtisan se met à jalouser le Démuni ; une vieille magicienne lui conseille de raconter au tsar que le jeune homme se vante de pouvoir « aller à la ville de Rien chercher Personne ». Le roi décide de prendre le héros au mot malgré ses protestations, en le menaçant de le priver de sa femme s'il échoue. Celle-ci lui conseille d'accepter la mission, et le voilà parti.

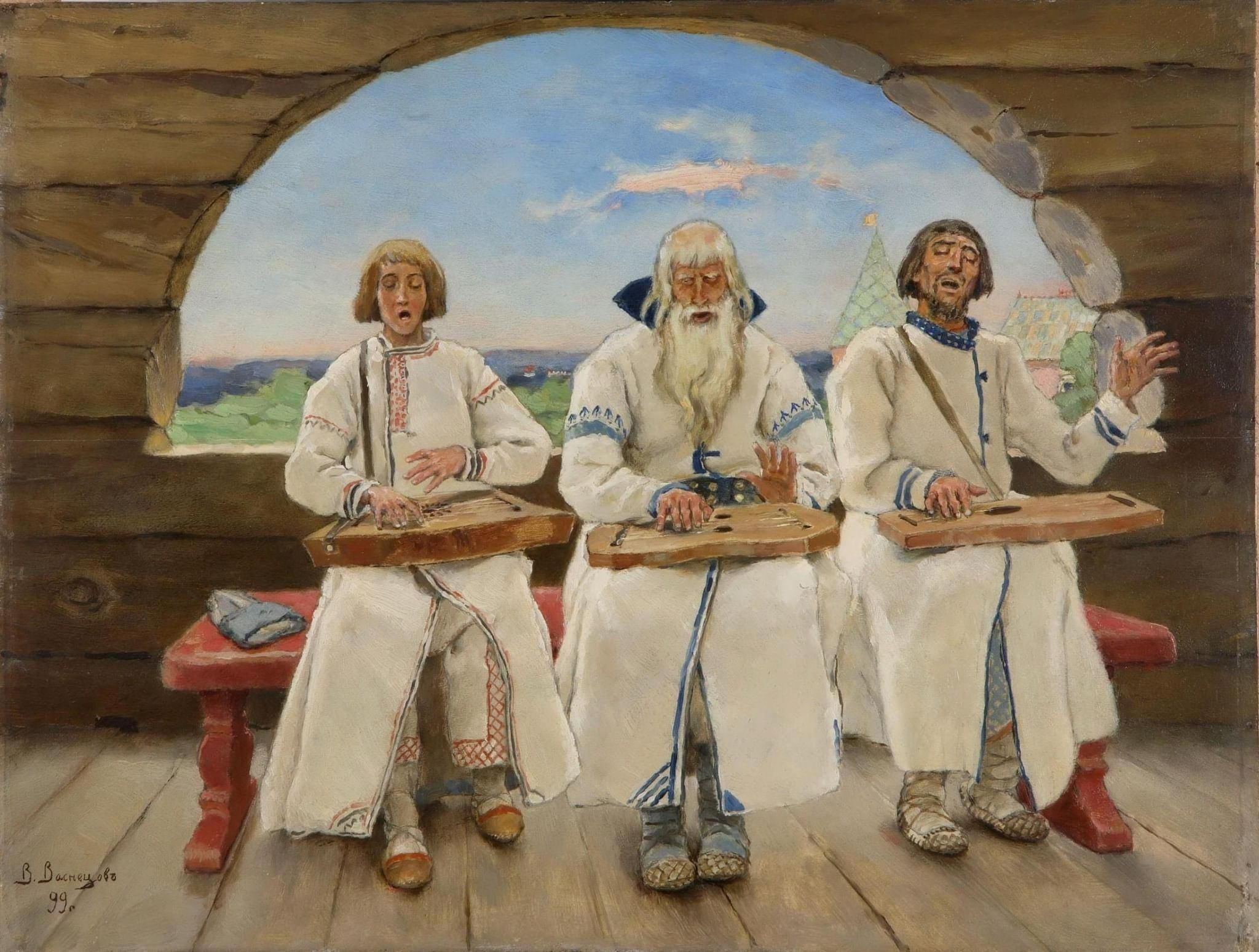
Joueurs de gousli, par Viktor Vasnetsov

Il parvient à une isba montée sur patte de poule et oblige la baba Yaga qui y vit à lui préparer un bain au lieu de le dévorer. Lorsque celle-ci aperçoit la serviette de sa femme, que celle-ci lui avait confiée, elle la reconnaît comme l'ouvrage de sa nièce, et nourrit alors le Démuni fastueusement. Apprenant l'objet de sa quête, elle lui confie une chienne qui le guidera.
Il voyage encore un an ainsi avant de parvenir à la ville de Rien, qui paraît déserte, pénètre dans un palais et s'y cache. Le soir apparaît un vieux, « haut comme l'ongle, à la barbe longue comme le bras », qui se fait servir à boire et à manger par quelqu'un d'invisible appelé « Personne ». Une fois le vieux parti, le héros fait de même, puis prend le chemin du retour, emmenant avec lui Personne. En route, grâce à ce compagnon invisible, il fait apparaître une table dressée pour nourrir un passant fatigué : celui-ci lui propose d'échanger son Personne contre un gourdin magique, capable de rosser tout seul et de tuer n'importe quel adversaire. Le Démuni fait mine d'accepter, puis fait tuer l'homme par le bâton, récupérant ainsi Personne. Un peu plus loin, il procède à un nouvel « échange » avec un paysan possédant des gousli magiques, et qui se fait tuer à son tour par le gourdin. Arrivé dans son royaume, il fait grâce aux gousli déferler la mer et surgir des vaisseaux de guerre qui se mettent à tirer au canon sur le palais du tsar. Celui-ci prend peur, et le Démuni accepte de faire disparaître les vaisseaux si le tsar fait couper une jambe et un bras au général calomniateur. Marché conclus, et le tsar offre un festin au Démuni.

#### À la recherche du Chat conteur (Kot Baïoun)

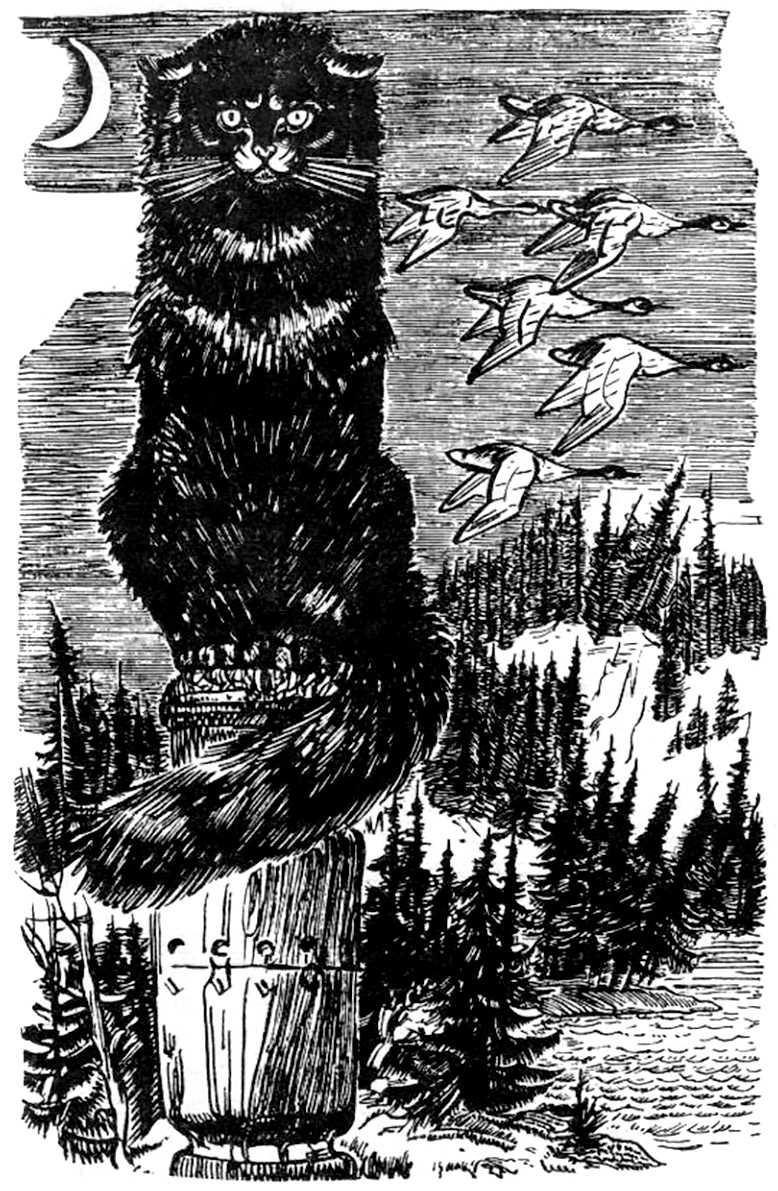
Kot Baïoun, le terrible chat conteur
(illustration de K. Kouznetsov)

Le général, comme l'on pense bien, n'en déteste désormais que davantage le héros ; la sorcière lui suggère de demander au tsar de l'envoyer cette fois « par-delà trois fois neuf pays, dans le trois fois dixième royaume » et d'en ramener le redoutable chat conteur. Comme le Démuni raconte son malheur à sa femme, celle-ci lui conseille d'aller dormir ; pendant son sommeil, elle lui forge trois bonnets de fer, trois pains de fer, des tenailles de fonte et trois verges, respectivement de fer, de cuivre et d'étain. Au matin, elle l'envoie mener sa quête, en le mettant en garde de ne pas céder à la torpeur invincible qui le saisira dès qu'il parviendra au royaume du chat conteur.
Suivant son conseil, le héros, arrivé au terme de son voyage, résiste au sommeil et enfile les bonnets de fer. Le chat se jette sur lui et met en pièces les deux premiers bonnets, mais tandis qu'il s'attaque au troisième, le Démuni l'attrape avec les tenailles et le fouette avec les verges de métal : les deux premières se brisent, la verge d'étain s'enroule autour du chat et l'emprisonne. L'animal se met alors à lui raconter des histoires pour l'endormir, mais en vain : le Démuni ne le libère qu'une fois que le chat a accepté de le suivre. En guise de vengeance, il lui fait goûter les pains de fer, sur lesquels le chat se casse les dents. Ils regagnent finalement le palais du tsar.
Le tsar, apercevant le chat conteur, le met au défi de lui faire peur, mais celui-ci l'attaque violemment et ce n'est que grâce au Démuni qu'il se calme : celui-ci exige toutefois en échange que le général soit enterré vivant « dans la terre humide », ce qui est fait. Le Démuni, le chat conteur et Personne vivront désormais longtemps et joyeusement au palais, auprès du tsar.

## Variantes du Nord de la Russie

### Une variante de Netchaïev (Korgouïev)

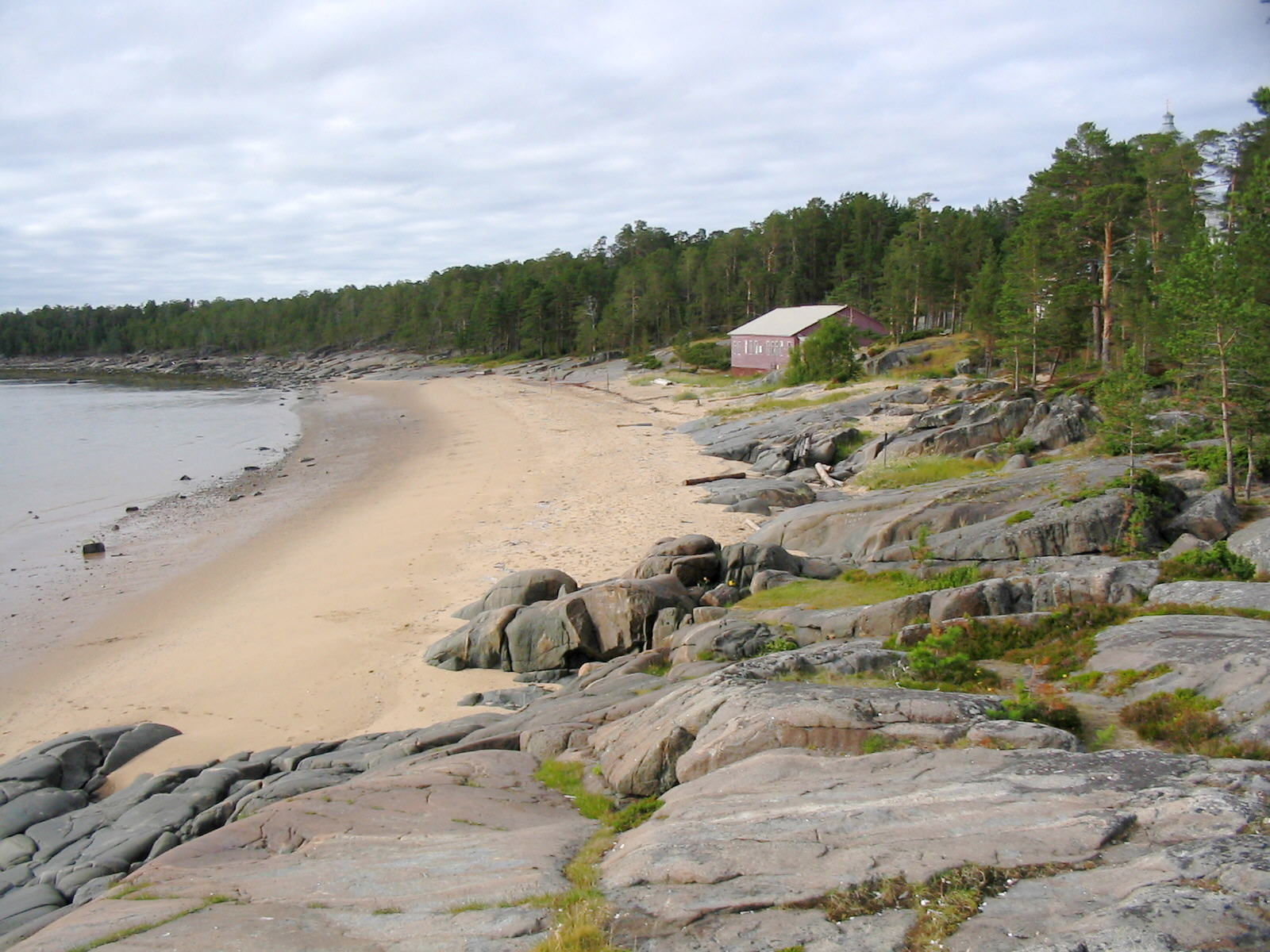
Paysage des bords de la Mer Blanche (île de Kiï)

Le collecteur de contes Aleksandr Netchaïev a publié une version intitulée Andreï-strelets (Andreï le fin tireur) dans son recueil Belomorskie skazki (Contes de la Mer Blanche, 1938). Netchaïev l'a retranscrite d'après le récit d'un pêcheur local, grand connaisseur des contes merveilleux russes et caréliens, Matveï Korgouïev. Cette version a ensuite été reproduite à l'identique dans divers recueils de contes à l'époque soviétique.
Cette version est proche de la variante 122a / 212 résumée ci-dessus, s'en distinguant par quelques détails : l'oiseau n'est pas une tourterelle, mais un faucon femelle ;  le tsar propose à chaque fois à Andreï de lui céder sa femme, et c'est devant son refus seulement qu'il lui impose une tâche ; les deux premières tâches imposées consistent à ramener une brebis à la tête d'or, puis une truie aux soies d'or, les deux vieillards sont remplacés par deux jeunes gens, etc. Dans cette version, le serviteur invisible s'appelle Svat-Naoum, ce qui peut se traduire par « Beau-père Naoum », et il accompagne le héros jusqu'à la fin du conte, lui conseillant finalement de faire couper la tête au tsar à son retour – seul conseil qu'Andreï ne suivra pas, préférant condamner le tsar à travailler « quarante ans comme berger ». Au cours du récit, Svat-Naoum insiste à plusieurs reprises sur le fait qu'il est un esprit, « je suis je ne sais qui», « je ne sais quoi », ce qui tend à justifier le thème de la quête, le lieu où il officie étant lui-même décrit comme « une maison, non, pas une maison – plutôt un hangar – non, en fait, comme qui dirait un local » (réponse au « je ne sais où »).
Le récit est long et détaillé, et contient de nombreuses expressions savoureuses : ainsi Svat-Naoum déclare-t-il tout de go : « ça fait trente ans que je nourris ces deux imbéciles, et je n'ai reçu de leur part pas même un croûton de pain brûlé », la magicienne elle-même affirmant que le tsar « ne la découvrira pas plus qu'il ne peut voir ses propres oreilles ». Il entretient un climat familier et réaliste qui contraste avec des versions plus formelles. Le ménage que forment Andreï et sa jeune femme magicienne est en particulier décrit de façon très vivante, Andreï appelant sa femme (qui est ici Elena-Prekrasnaïa, Hélène-la-très-belle) par des diminutifs tels que Lenotchka ou Eletchka. Divers détails trahissent aussi l'environnement septentrional et maritime des Pomors.

### Une variante de Karnaoukhova (Orekhov)

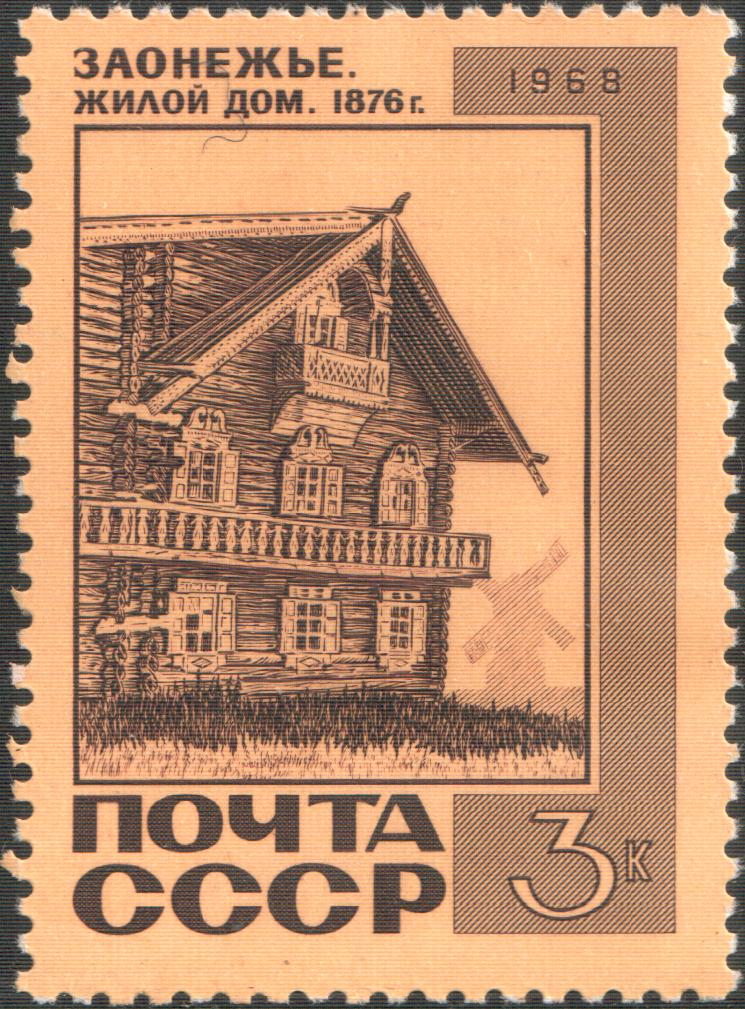
Maison traditionnelle de Zaonejie, 1876 (timbre soviétique de 1968)

L'écrivain et folkloriste Irina Karnaoukhova avait recueilli une version similaire, intitulée Soldat Andreï (Le soldat Andreï) auprès de Dmitri Andreeevitch Orekhov, pêcheur du village de Sibovo (presqu'île de Zaonejie sur le lac Onega). La version se caractérise notamment par un goût pour les expressions rimant entre elles : l'objet de la quête assignée à Andreï par exemple y est décrit comme : ne zver', ne kaleka, ne pokhoj na tcheloveka (ni une bête, ni un estropié, ni rien de semblable à un être humain). L'aboutissement de la quête y est également évoqué de façon remarquable, la grenouille lui demandant :
« – Que vois-tu au-dessus, en dessous et autour de toi ?
– Au-dessus de moi les cieux, en dessous, notre mère la terre humide, et alentour le monde, devant nous brûle un feu, répond Andreï.
– C'est la muraille d'or, qui s'étend de l'orient à l'occident, de la terre jusqu'au ciel. »
Ici, c'est en buvant du lait que la grenouille grandit et parvient à sauter par-dessus le mur (limite de l'autre monde), portant Andreï sur son dos. Le serviteur invisible y est nommé Brat-Razoum (Frère-Intelligence) par les deux vieux, et Svat-Razoum par Andreï.

## Commentaires et analogies
Delarue et Tenèze ne mentionnent pas de conte français de type AT 465 dans Le Conte populaire français, mais signalent que le type 465 A figure dans le catalogue de Luc Lacourcière (août 1964), attesté au Nouveau-Brunswick, en Nouvelle-Écosse et au Québec ; il s'agit de « versions altérées servant de dénouement à des versions des types 610 et 550, et du type 400 ». Barag et Novikov indiquent en notes que le conte est connu « en Irlande, en Amérique (hispanophone et francophone), en Turquie, Inde, Chine ». Ils indiquent aussi que des contes voisins figurent dans des recueils de contes de peuples d'URSS non slaves : Lettonie, Bachkirie, Kazakhstan.
Un conte similaire (proche de la version 122c / 214) a été relevé en Estonie sous le titre La fille du roi des oiseaux épouse le chasseur.

## Dans la culture contemporaine
En russe moderne, l'expression Poïdi touda, ne znaïou kouda, priniessi to, ne znaïou tchto est appliquée, généralement de manière ironique, à une tâche mal définie ou impossible.
Le poème satirique de Leonid Filatov (1946-2003) intitulé Сказка про Федота-стрельца, удалого молодца (Le Conte de Fedot le Strelets, 1985, d'après lequel ont été réalisés plusieurs films), est basé sur le scénario général du conte.
Dans le roman de l'autrice suédoise Maria Gripe, Agnes Cecilia - en sällsam historia (Agnes Cecilia, une étrange histoire), un exemplaire des Contes populaires russes d'Afanassiev tombe régulièrement de son étagère et s'ouvre à la page qui contient la phrase Va je ne sais où, rapporte je ne sais quoi.